# Бобрович Валерій Олегович
Вале́рій Оле́гович Бобро́вич (нар. 23 грудня 1951) — український військовий та громадський діяч, Голова партії УНА-УНСО, член Проводу партії. 

## Біографія
Валерій Бобрович народився 23 грудня 1951 року в Києві.
У 1970 р. закінчив училище Міністерства Морського флоту в Херсоні.
У 1971 р. брав участь у В'єтнамській війні. Контужений. Нагороджений медаллю «За бойові заслуги».
У 1978 р. закінчив Одеське вище інженерне морське училище.
Звільнений з флоту за пропаганду націоналістичних ідей. Один із засновників УНСО.
У 1992 р. брав участь у Придністровському конфлікті, у 1992—1993 р. — у бойових діях на Кавказі як командир окремого батальйону УНСО «Арго». Нагороджений орденом Вахтанга Горгасалі III ступеня.
Почесний громадянин Грузії.
В 1995-2002 рр. — голова Івано-Франківської обласної організації УНА-УНСО.
У 2009 році у видавництві «Зелений пес» вийшла книга Валерія Бобровича «Як козаки Кавказ воювали. Щоденник сотника Устима».
З 2014 року — член Вищої Ради громадської організації УНСО, керівник Головного штабу УНСО, а з квітня 2015  — член Проводу політичної  партії УНА-УНСО, заступник Голови партії. З 2015 — Голова партії.